# Rabastens
Rabastens település Franciaországban, Tarn megyében. Lakosainak száma 5801 fő (2022. január 1.). Rabastens Salvagnac, Coufouleux, Grazac, Lisle-sur-Tarn, Loupiac, Mézens és Saint-Sulpice-la-Pointe községekkel határos.

## Népesség
A település népességének változása:
| Lakosok száma | 5290 | 5448 | 5726 | 5620 | 5666 | 5713 | 5748 | 5775 | 5801 |
|               | 2013 | 2015 | 2016 | 2017 | 2018 | 2019 | 2020 | 2021 | 2022 |